# Tko pjeva zlo ne misli (1970.)
Tko pjeva zlo ne misli najpoznatiji je film redatelja i scenarista Kreše Golika, ujedno je i jedan od najgledanijih hrvatskih filmova u povijesti, podnaslovljen kao „ljubavna komedija s pjevanjem”, a strukturiran u obliku kolažnog dnevnika. Film odlikuje funkcionalistički vizualni dizajn te autentičnost preciznih kostimografskih (Ljubica Wagner) i scenografskih (Željko Senečić) rekonstrukcija. Snimljen je prema noveli Iz dnevnika maloga Perice zagrebačkog pjesnika i pripovjedača Vjekoslava Majera.
Glavnina zbivanja odvija se u gornjogradskom stanu obitelji Šafranek, u njihovu dvorištu, Samoboru, Maksimiru, savskom kupalištu 1935. godine. Film ima izrazito bogato razrađene likove s romantičarskim elementima, čiji je emocionalni život predstavljen nizom popularnih ljubavnih šlagera.
Serija Dnevnik velikog Perice nastavlja se na radnju filma.

## Uloge

### Glavne uloge
- Franjo Majetić (Franjo Šafranek)
- Mirjana Bohanec (Ana Šafranek)
- Relja Bašić (Ernest Fulir)
- Mia Oremović (Mina)
- Tomislav Žganec (mali Perica)
- Vida Jerman (Marijana)
- Vanja Timer, Lena Politeo, Milan Micić, Dragan Rajaković (susjedi)

### Ostale uloge
- Viki Glovacki, Drago Bahun, Riki Brzeska, Marijan Radmilović, Mihajlo Smoljanović, Karlo Šipek, Roman Butina, Nikola Gec i drugi.

## Filmska ekipa
- Prema noveli Vjekoslava Majera: "Iz dnevnika malog Perice"
- Dramaturška suradnja: Ivo Škrabalo
- Sudjeluje limena glazba "Zagrebački elektronički tramvaj"; dirigent: V. Marković
- Filmsku glazbu komponirao i dirigirao je Živan Cvitković
- Snimatelj zvuka: Marjan Meglić
- Kamera: Ivica Rajković
- Scenografija: Željko Senečić
- Kostimi: Ljubica Wagner
- Maska: Anka Vilhar, Fadil Hanušić
- Montaža: Katja Majer
- Kolaži u filmu: Nevenka Šumanov
- Direktor filma: Ante Deronja
- Proizvodnja: CROATIA-FILM, Zagreb

## Sinopsis
Početkom druge polovice 1930-ih godina dvadesetog stoljeća u Zagrebu, mlada i privlačna gospođa Ana Šafranek osjeća da vene u braku sa svojim mnogo starijim mužem Franjom. Prilikom izleta u Samobor srce joj svojim kavalirskim gestama i očitom naklonošću razgali elegantni gospodin Fulir, koji je uskoro posjeti u njezinu zagrebačkom stanu i izjavi joj ljubav. Istovremeno, u Fulira se zagleda Anina starija sestra Mina, neugledna usidjelica. Franjo se dosjeti da bi bilo zgodno Fulira oženiti s Minom, što se nimalo ne svidi Ani. Svjedok tih ljubavno-obiteljskih peripetija je mali Perica, sin Šafranekovih.

## Sadržaj filma
Na samom početku počinje pjesma uličnih pjevača i izlazak likova na scenu. Zatim se počinju nabrajati likovi i ljudi koji su napravili ovaj film. Film počinje govorom Perice odnosno njegovim dnevnikom. On opisuje cijelu situaciju: odnos njegova oca i majke, radnje susjeda, stalni dolazak Mine na objed... Nedjelja je. Ana, Franjo, Perica i Mina otišli su na izlet u Samobor gdje se Ana i Franjo posvađaju i razdvoje, a zatim ona i Mina upoznaju gospodina Fulira koji ih je slikao. U njegovu se šarmantnost odmah obje zaljube. Na putu kući Fulir im sačuva mjesto na vlaku i svi zajedno pjevaju do Zagreba.
U ponedjeljak Franjo kaže da hoće Fulira oženiti Minom, što se Ani uopće ne svidi. U utorak Fulir odluči posjetiti Anu u njenoj kući i donijeti joj fotografije i cvijeće kao poklon. Fulir počinje pjevati, i prilaziti Ani, ali ona se odmakne te kaže da je poštena žena. U taj trenutak dođe Perica s crtežom. Upravo kad je Fulir htio otići dođe Franjo i zamoli da ostane i popije vino. Fulir i Ana počeli su pjevati, a Franjo se uključi kasnije. Franjo i Fulir se posvađaju oko pjevanja pa Fulir ode jer nije htio praviti svađu.
Na objedu u srijedu Franjo zapitkuje Minu o Fuliru. Ana to pokuša zaustaviti, a onda se sve troje posvađaju i Mina ode. Kasnije tog dana Ana i Perica odu van gdje se Ana nada da će sresti Fulira, ali ga ne vidi. U četvrtak Franjo, Ana i Perica odu na savsko kupalište na plažu. Fulir je također bio tamo, ali se skrivao ispod novina tako da ga nisu mogli vidjeti iako ga je Franjo primijetio na samom dolasku. Ana i Perica odu doma, a Franjo kaže da će pokušati pronaći Fulira. Umjesto toga, on se opet napije i dođe kasno kući. U petak Mina, Franjo i Ana opet raspravljaju o Fuliru. Kasnije Franjo pozove Fulira na piće, a zatim i u kuću na hranu. Fulir zamoli Anu da pjeva pošto njega boli grlo. Priključi joj se i Franjo, a na kraju i Mina koja ne pjeva baš dobro. Franjo pokaže Fuliru svoju sablju i svi oni ponovo razgovaraju. Franjo ode po vino, a Fulir ispod stola dodiruje Anu nogom. Razgovaraju do kasno u noć, a zatim Fulir ode.
U subotu Ana cijelo vrijeme pjeva, Perica se igra s Franjinom sabljom. Mina dođe i zajedno s Anom bira haljinu za proslavu u nedjelju. A u nedjelju se dogodilo puno toga. Na proslavi Fulir i Ana zaplešu, kasnije se Franjo napije te jako uvrijedi Minu tako da je pobjegla plačući. Na kraju proslave se Franjo napije još i jače te ga Ana i Fulir jedva dovuku do kreveta gdje on legne. Perica ode po litru vina, a Ana i Fulir ostali su sami. Počeli su pjevati, A Fulir počinje ljubiti i šlatati Anu. U taj trenutak dođe Franjo, uzme sablju i počinje ganjati Fulira oko stola. Fulir uzme sablju iz njegovih ruku i stjera Franju u kut. Zatim ostavi sablju i ode. Franjo i Ana se gadno posvađaju.
U ponedjeljak Franjo odvoji krevete i zapali Aninu knjigu Modernu grešnicu (knjiga o preljubu). Ulični pjevači mu se rugaju pjevanjem. Kasnije Franjo ode u “Peglaonicu muških košulja“ tj. kod prostitutke Marijane. Tamo je ostao pola sata, ali ništa nije napravio iako su svi mislili da je prevario Anu. Na kraju su Fulir i Franjo sve razriješili i pomirili. Fulir je oženio Minu, iako mu se ona nimalo ne sviđa. Svi su se četvero zajedno poslije vjenčanja odvezli na kočiji.

## Pjesme u filmu
- Paljetak-Šišić: „Marijana”
- Dunajevski: „Srce”
- Dunajevski: „Za jedan časak radosti”
- Asić: „Zar ne znaš?”
- Gloz: „Noćas”
- Paljetak: „Fala”
- Paljetak: „Kak taubeka dva”
- Ujhely: „Najljepša si ti”
- Jankovec: „Kukavica”

## Nagrade
- Pula 1971. - Brončana arena za režiju, Diploma Marijanu Megliču za ton
- Niš 1971. - Nagrada za najbolju komičnu ulogu Franji Majetiću
- Društvo hrvatskih kritičara - najbolji hrvatski film svih vremena

## Zanimljivosti
- Scene u dvorištu snimljene su u kući u Basaričekovoj 11 na Gornjem gradu u Zagrebu (45°49′04″N 15°58′27″E / 45.8176422176775°N 15.9740862250328°E).
- Krčma K Žnidaršiću inspirirana je legendarnom starozagrebačkom gostionicom koja se nalazi u susjednoj kući u Basaričekovoj 9.

## Filmski citati

### Franjo
- Franjo: Perice, skoči prek k Žnidaršiću po jednu litricu!
- Franjo: Kaj više volite, belo, crno? Ili možda plešivičko?
- Franjo (nagovara Fulira da oženi Minu): Mislim da je ona dobra prilika za tebe. Mislim, ženska nije najmlađa, al je još uščuvana.
- Franjo: Ja svoju ženu ne dam vređati. Puno nije vredna, ali vređati je ne dam!
- Franjo: Kaj se toga tiče, bogme ne bi ni tebi škodilo da te koji malo povali negde za grmom!
- Franjo: Pisca se više ne sećam kak se zval, ali knjiga je bila jako lepo ukoričena, pače sa zlatorezom!
- Franjo: Ja sam čital jednu knjigu o tome kak je postal čovjek. Tam sve lepo piše. Kak su najprije bile ribe, onda kak su ribama narasle noge, i tak, sve do čoveka.
- Franjo: Bute mi dali još jednog Gospa.
- Franjo: Da, baš mi dobro paše. Fala lepa!
- Franjo: Ma ne, nije to. Radi se zbilja o Abesiniji. Ti nemaš pojma kak je tam opasna situacija. Samo, Abesinci se nebudu dali, draga moja, nisu ni oni mačji kašalj.
- Franjo: Daj nam još dva špricera
- Franjo: Gosponu malo više sode!! pšššššššš.... vrag te gluhi dal i stvoril
- Franjo: Ma ne, štel bi se malo porazgovarati o Abesiniji. Baš sam sad o tome čital u novinama
- Franjo: Čuj, ja ću se odmah vratiti, idem malo prek k Žnidaršiću
- Franjo: Perice, ljudi su svinje. Nemoj nikome otvoriti svoje srce!

### Mina
- Dok imamo ovakvih ljudi, nećemo propasti!

### Ana
- Ana: Opet!
- Ana: Da, da. Dobar izgovor, več se dugo nisi napil!
- Ana: Kako je to lijep sport, svi su bijelo obučeni.

### Fulir
- Fulir: Meni prosim malo više sode
- Fulir: Hote proč ! ( povika pri ometanju fotografiranja Ane u Samoboru )
- Fulir: Šaran je bio comm il faut ( komilfo ).

### Žnidaršić
- Žnidaršić: Prosim! (Žnidaršić lošije čuje i ima slušni aparatić u uhu)